# Jackie Stewart
Sir John Young Stewart (Milton, West Dunbartonshire, 1939. június 11. –) skót autóversenyző, háromszoros Formula–1-es világbajnok, tévékommentátor, Ford-szaktanácsadó. John Surtees 2017. március 10-én bekövetkezett halála óta a legidősebb élő Formula 1-es világbajnok.

## Fiatalkora
Az autóversenyzés kedvelt foglalkozás volt a Stewart háznál. Bátyja, Jimmy és unokatestvére Jan, sikeres versenyzők voltak az ötvenes években. Mindig nagy rajongója volt az autóversenyeknek de érdeklődését leginkább a sportlövészet kötötte le. Nagy sikereket ért el céllövő versenyeken, öt Brit Nemzeti Bajnokságot nyert. Stewart tehetségét hamar felfedezte Ken Tyrrell is, aki beszervezte ezután a Formula–2-be.
Saját bevallása szerint tizenhárom éves korában már nyert agyaggalamb-lövészet-versenyt, s tizenöt évesen otthagyta az iskolát, így rengeteg ideje jutott a sportág űzésére. Részt vett a skót és walesi koronglövészet-bajnokságon. 1960-ban a három brit esélyes között pályázott az abban az évben megrendezett római olimpiára, de végül két kollégája mögött szerepelve lemaradt a játékokról.

## Formula–1

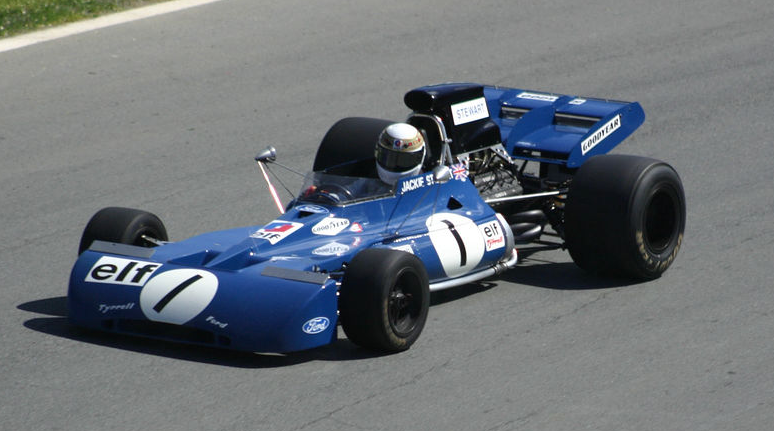
Stewart 1973-as világbajnok autója, a Tyrrell 003

1965-ben debütált a Formula–1-be. Olyan versenyzők voltak ellenfelei a szezonban, mint Jack Brabham, Graham Hill, Jim Clark és Bruce McLaren. Második versenyén, Monacóban harmadik lett, emellett három második helyet is szerzett, az olasz nagydíjat pedig megnyerte. BRM-es csapattársa Graham Hill volt. Első szezonjában harmadik lett a világbajnokságban. A következő évre a motorok hengerűrtartalmának 3 liternek kellett lennie, a BRM csapat pedig jelentősen visszaesett, és ezentúl a Ford-Cosworth motorok domináltak. 1968-ra átszerződött a Ken Tyrrell és Jean-Luc Lagardère által alapított Matra csapathoz, melyet már Ford motor hajtott. Itt első évében második lett a Lotusos Hill mögött. A következő évben, óriási előnnyel már világbajnok lett. 1970-ben Tyrrell Racing szakított a Matrával. Az első év nem volt annyira sikeres, Stewart csak a spanyol nagydíjat tudta megnyerni. Az évad első felében March karosszériával versenyeztek, majd az év vége felé elkészült a Tyrrell csapat első saját tervezésű autója, a Tyrrell 001. Ez azonban még túlságosan megbízhatatlan volt. Stewart csapattársa szinte pályafutása végéig François Cevert volt. 1971 ismét sikeres év volt számára. Hat futamgyőzelmet aratott, és megszerezte második világbajnoki címét 29 pont előnnyel. 1972-ben a fiatal Emerson Fittipaldi lett világbajnok, Stewart mögötte a második lett. Utolsó Formula–1-es évében ismét világbajnok lett, már két a versennyel a szezon vége előtt bebiztosította világbajnoki címét. Az 1973-as évad utolsó versenye kereken a 100. versenye lett volna Stewartnak, de a verseny előtt François Cevert halálos balesetet szenvedett. A Tyrrell versenyzői a gyász jeléül nem indultak el a futamon.
Stewart pályafutása során 99 nagydíjon vett részt, ebből 27-et megnyert, és három világbajnoki címet szerzett meg. Futamgyőzelmeinek rekordját csak 1987-ben tudta megdönteni Alain Prost.

## A Formula–1 után

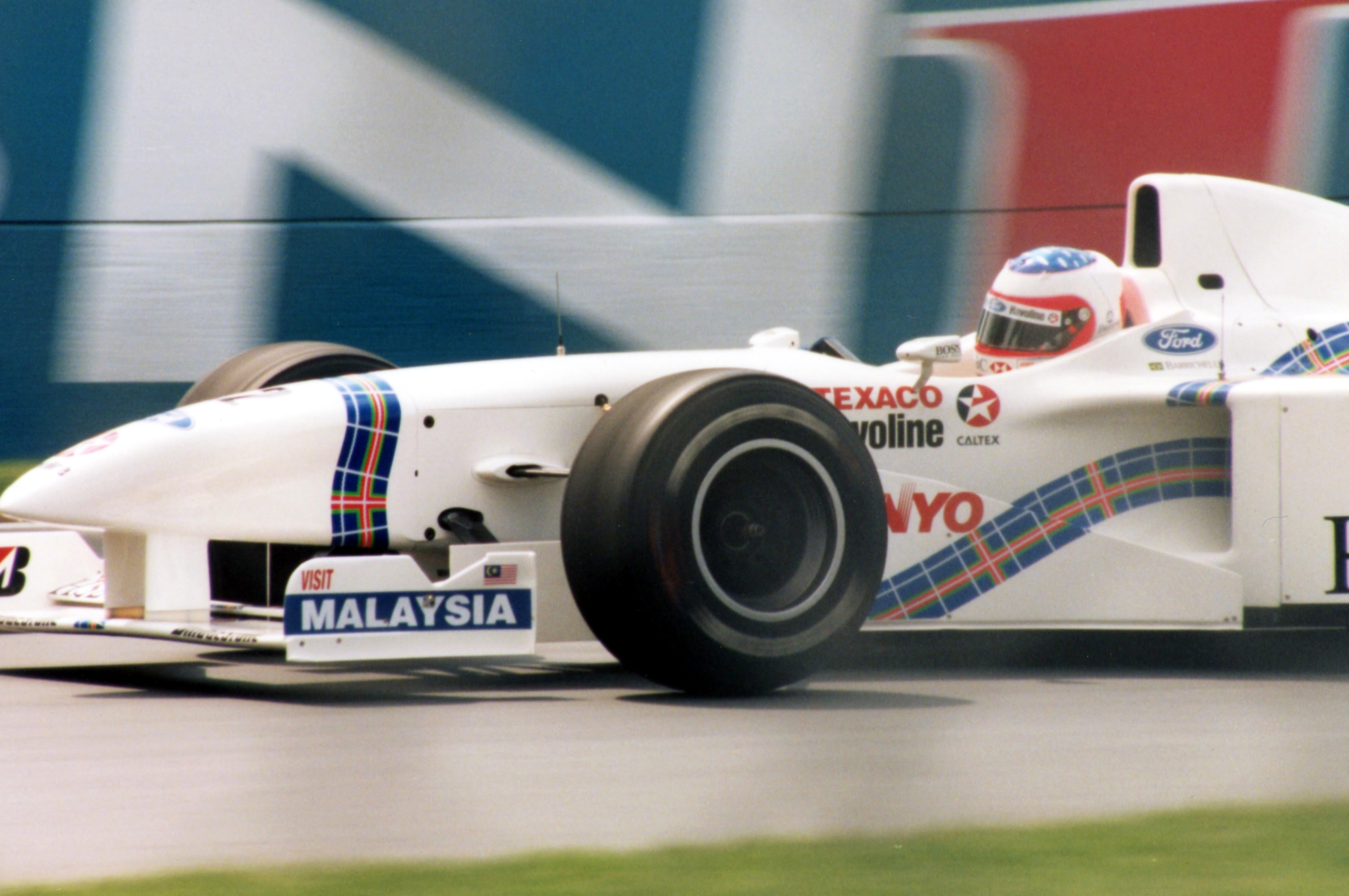
Barrichello az 1997-es kanadai nagydíjon

Formula–1-es pályafutásának befejezése után tévékommentátorként dolgozott, emellett a Fordnál tanácsadó volt. 1997-ben csapatot alapított fiával, Paul Stewarttal Stewart Grand Prix néven. A csapat 1997-től 1999-ig volt jelen a Formula–1-ben. Az első szezonban a két versenyző Rubens Barrichello és Jan Magnussen volt. A csapat egy versenyen szerzett pontot, a monacói nagydíjon, melyen Barrichello a második lett. 1998-ban a csapat összesen öt pontot szerzett. Az év közepén Magnussen helyére Jos Verstappen került. 1999-ben Barrichello csapattársa Johnny Herbert lett, aki az európai nagydíjon megszerezte a csapat egyetlen futamgyőzelmét. Barrichello a harmadik lett. A csapat utolsó évében 36 pontot szerzett, amivel a negyedik helyet szerezte meg a konstruktőrök versenyében. A csapatot 2000-ben megvette a Ford, és 2000-től 2004-ig Jaguar Racing néven versenyzett.

## Teljes Formula–1-es eredménysorozata
(Táblázat értelmezése)

(Félkövér: pole-pozícióból indult; dőlt: leggyorsabb kört futott) 

| Év   | Csapat  | 1       | 2       | 3       | 4       | 5     | 6       | 7       | 8       | 9       | 10      | 11      | 12      | 13      | 14    | 15     | Csapat  | Helyezés | Pontok  |
| ---- | ------- | ------- | ------- | ------- | ------- | ----- | ------- | ------- | ------- | ------- | ------- | ------- | ------- | ------- | ----- | ------ | ------- | -------- | ------- |
| 1965 | BRM     | RSA 6   | MON 3   | BEL 2   | FRA 2   | GBR 5 | NED 2   | GER Ret | ITA 1   | USA Ret | MEX Ret |         |         |         |       |        | BRM     | 3.       | 33 (34) |
| 1966 | BRM     | MON 1   | BEL Ret | FRA     | GBR Ret | NED 4 | GER 5   | ITA Ret | USA Ret | MEX Ret |         |         |         |         |       |        | BRM     | 7.       | 14      |
| 1967 | BRM     | RSA Ret | MON Ret | NED Ret | BEL 2   | FRA 3 | GBR Ret | GER Ret | CAN Ret | ITA Ret | USA Ret | MEX Ret |         |         |       |        | BRM     | 9.       | 10      |
| 1968 | Matra   | RSA Ret | ESP     | MON     | BEL 4   | NED 1 | FRA 3   | GBR 6   | GER 1   | ITA Ret | CAN 6   | USA 1   | MEX 7   |         |       |        | Matra   | 2.       | 36      |
| 1969 | Matra   | RSA 1   | ESP 1   | MON Ret | NED 1   | FRA 1 | GBR 1   | GER 2   | ITA 1   | CAN Ret | USA Ret | MEX 4   |         |         |       |        | Matra   | 1.       | 63      |
| 1970 | Tyrrell | RSA 3   | ESP 1   | MON Ret | BEL Ret | NED 2 | FRA 9   | GBR Ret | GER Ret | AUT Ret | ITA 2   | CAN Ret | USA Ret | MEX Ret |       |        | Tyrrell | 6.       | 25      |
| 1971 | Tyrrell | RSA 2   | ESP 1   | MON 1   | NED 11  | FRA 1 | GBR 1   | GER 1   | AUT Ret | ITA Ret | CAN 1   | USA 5   |         |         |       |        | Tyrrell | 1.       | 62      |
| 1972 | Tyrrell | ARG 1   | RSA Ret | ESP Ret | MON 4   | BEL   | FRA 1   | GBR 2   | GER 11  | AUT 7   | ITA Ret | CAN 1   | USA 1   |         |       |        | Tyrrell | 2.       | 45      |
| 1973 | Tyrrell | ARG 3   | BRA 2   | RSA 1   | ESP Ret | BEL 1 | MON 1   | SWE 5   | FRA 4   | GBR 10  | NED 1   | GER 1   | AUT 2   | ITA 4   | CAN 5 | USA WD | Tyrrell | 1.       | 71      |